# Margherita Salicola
Margherita Salicola o Margarita Salicola, coniugata Suini (Bologna, 1660 – 1717) è stata una cantante lirica italiana dapprima al servizio del duca di Mantova, e poi del principe elettore di Sassonia, a Dresda; per questo era menzionata anche come Margherita di Sassonia.

## Biografia
Venne da una famiglia di musicisti alla corte di Ferdinando Carlo Gonzaga, duca di Mantova. Figlia di Matteo Selicola e Laura, ebbe una sorella, Angela (o Angiola, anche lei cantante lirica) e un fratello. Bologna si presume il luogo di nascita (il cronista Ghiselli scrive di lei in quanto bolognese nel 1685) e come data di nascita è da considerarsi il 1660, visto che al Carnevale del 1682 la troviamo al teatro San Salvatore di Venezia dove recita il ruolo di Filea (la sorella invece impersona Eurilla) nell'opera Lisimaco riamato da Alessandro, sulla musica di Giovanni Legrenzi e i testi di Giacomo Sinibaldi da Roma. Questo viene infatti considerato l’inizio della sua carriera scenica.
Tornata in Italia intorno al 1695 sposò Marc Antonio Suini. Ebbe un figlio dal duca di Sassonia Giovanni Giorgio III, Johann Georg Maximilian von Fürstenhoff nato nel 1686.

## Carriera

Libretto dell'opera "Esione" 1699

Divenne un caposaldo di San Giovanni Grisostomo, il teatro più nuovo e famoso di Venezia, negli anni Ottanta del Seicento.
Un seguente lavoro con cui può essere collegata è Il ratto delle sabine di Pietro Simone Agostini. Fu particolarmente elogiata per la sua apparizione nel ruolo della protagonista in Penelope la casta di Carlo Pallavicino nell'inverno del 1685. L'elettore sassone Giovanni Giorgio III di Sassonia, alla cui corte Pallavicino serviva, fu così entusiasta dalla sua esibizione che prese lei e due castrati dallo stesso cast a suo servizio. Dopo un "rapimento" in scena, Salicola fu scortata lungo un percorso verso Dresda da un agente mantovano.
Come "dama d'onore" nella corte sassone, conquistò rapidamente fama a Dresda, ma tornò spesso in Italia, continuando a esibirsi nei primi anni del XVIII secolo. Nel 1693, dopo aver lasciato Dresda, si è esibita a Vienna e dal 1696 di nuovo in Italia, per lo più sotto il nome Salicola Suini. Nonostante le molte opere in cui è apparsa, Penelope è rimasta quella per cui è stata maggiormente ricordata.

## Il caso Salicola
Virtuosa del Serenissimo di Mantova, ma senza avere uno stipendio, Margherita Salicola gli venne clamorosamente contesa dall’elettore di Sassonia, che innamoratosi a Venezia la rapisce. Questa vicenda causò un vero conflitto diplomatico, inseguimenti durante il viaggio della cantante da Venezia a Dresda, tentati di avvelenamento e l’imprigionamento dei suoi familiari a Mantova. 

## Eredità
Nel 1780 viene chiamata ancora "Musicienne d'une grande réputation". La vicenda del suo rapimento ispirò il libro Die Entführung der Primadonna (Il rapimento della prima donna), "romanzo dopo una storia vera" di Romy Petrick, edito nel 2017.

## Opere liriche (selezione)
- Flavio Cuniberto (1681) di Gian Domenico Partenio, ruolo di Emilia
- Lisimaco riamato da Alessandro (1682) di Giovanni Legrenzi, ruolo di Filea
- Il re infante (1683) di Carlo Pallavicino, ruolo di Sestilia
- L'innocenza risorta ovvero Ezio (1683) di Pietr' Andrea Ziani, ruolo della vedova/cantante ?
- La Giuerusalemme liberata (1687) di Carlo Pallavicino, ruolo di Armide
- Oreste in Sparta (1697) di Carlo Francesco Pollarolo, ruolo di Esione[10]
- Esione (1699) di Francesco Ballarotti, ruolo di Esione[11]
- La Clotilde (1702) di Giovanni Maria Ruggeri, ruolo di Clotilde
- Miglior d'ogni amore per il peggiore d'ogni odio (1703) di Francesco Gasparini, ruolo della regina Clotilde[12]
- Fede tradita e vendicata (1704) di Francesco Gasparini, ruolo di Ernelinda[13]
- Principato custodito dalla frode (1705) di Francesco Gasparini, ruolo della regina Merope[14]
- Fredegonda (1705) di Francesco Gasparini, ruolo di Fredegonda[15]